# セリン (鳥)

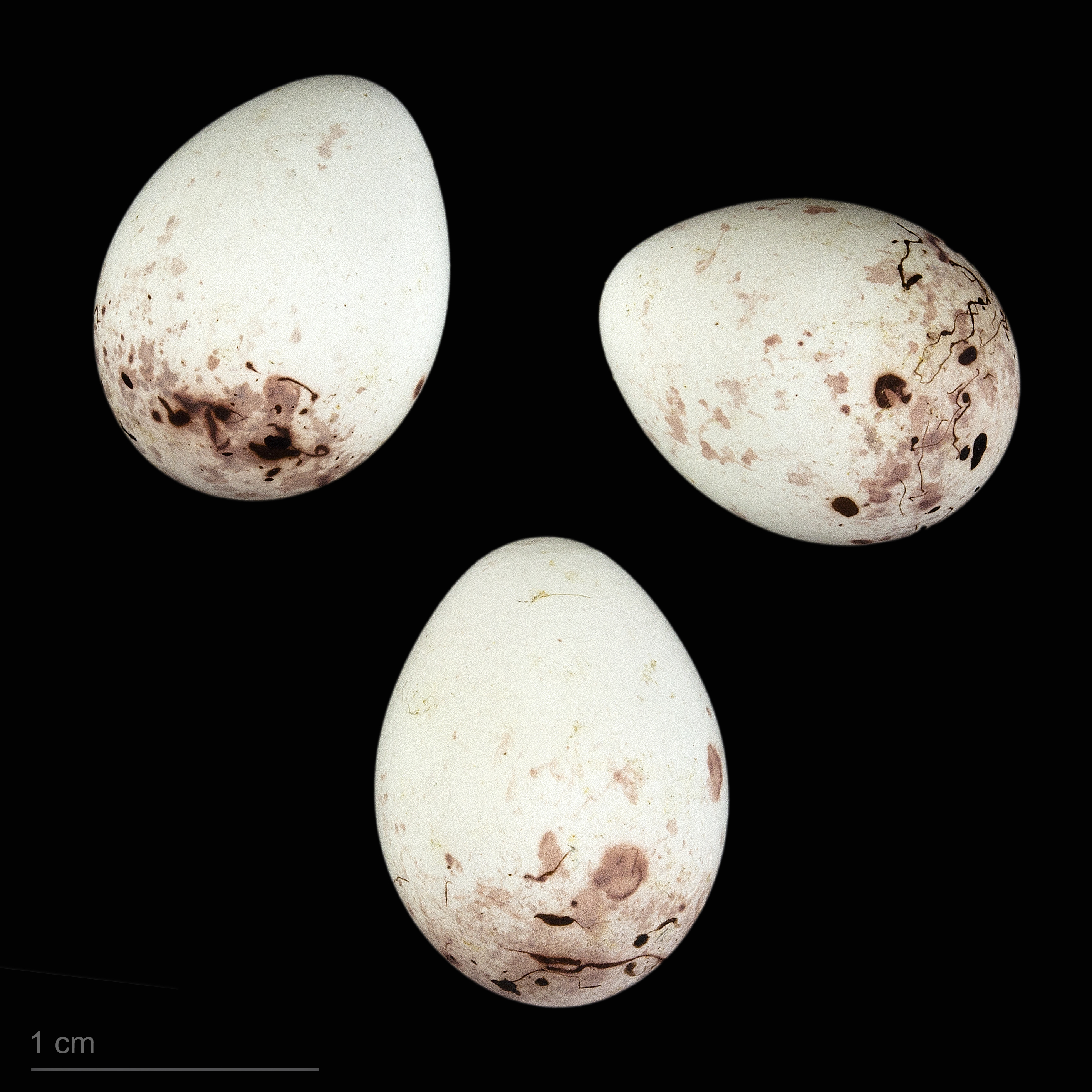
Serinus serinus

セリン（Serine, 学名 Serinus serinus）またはヨーロッパセリン (european serine) はスズメ目アトリ科の小型の鳥である。

## 分布
ヨーロッパ南部から中央部、および北アフリカにかけて分布する。南部や大西洋沿岸部に住む種類は留鳥だが、北部の品種はヨーロッパ南部に向かって渡りを行う。
繁殖期外には群れを形成し、しばしばマヒワなど他のスズメ目と混成する。

## 分布状況
中央ヨーロッパのセリンは、標高2000メートルから海岸沿いまでと幅広く棲息している。
スペインのセリンは、標高2500メートルの高度まで棲息している。ピレネー山脈の標高2080mといったとこにも棲息している。
バルカン半島のセリンは、ピリン山脈の標高2500m地点で、ギリシャのセリンは、アナトリア半島のモミ林、レバノンスギを主に棲息している。

## 生態
開けた森林や耕作地、特に針葉樹のある林に好んで生息する。針葉樹や柑橘類の樹上に巣を作り、3個から5個の卵を産む。

## 体格
小さく短い尾を持ち、体長は11–12センチメートル程度である。体の上部は黒い縞のある灰色がかった緑色で、臀部は黄色い。胸は黄色、腹部は白く、ここにも多数の縞が入っている。オスは顔と胸がより明るい黄色であり、黄色の線が入った翼と側部が黄色の尾を持つ。
騒々しい声でさえずり、その鳴き声は地中海の国々で慣れ親しまれている。
小型のセリンは活発に動き、よく目にされる鳥である。

## 摂食
餌は主に植物の種子で、繁殖期には昆虫も捕食する。
メドウタンポポ、ハコベ、タデ、ナズナ、ヨモギ、シモツケ、コモンソレル、アザミ、シロザ、カモガヤ、カバノキ、ハンノキ、ニレやヒマワリの種を食べる。
また、アブラムシを餌をすることもある。 